# Songea
Songea – miasto w południowej Tanzanii, na wschód od jeziora Niasa, ośrodek administracyjny regionu Ruvuma. Około 154 tys. mieszkańców. W latach 1905 a 1907 miasto było centrum oporu Afrykiw czasie Powstania Maji-Maji w Niemieckiej Afryce Wschodniej. w 1906 roku wielki wojownik Ngoni potomek przodków Shona, został powieszony w czasie tłumienia buntu Maji Maji.Pomimo że Songea nie dostał kary śmierci, domagał się by być powieszony razem z innymi przywódcami buntu. Po II wojnie światowej obszar ten został oznaczony do szybkiego rozwoju rolnictwa. W czasie wojny wyzwoleńczej z Mozambikiem obszar miasta był strefą zamkniętą, mimo to miasto doświadczyło ataków portugalskich sił powietrznych. Administracyjnie region Ruvuma posiada cztery dzielnice: Songea, Mbinga, Namtumbo i Tunduru. Istnieją cztery rady powiatów i jedna rada gminy.
W mieście rozwinął się przemysł spożywczy oraz drzewny.